# Episodi di Killjoys (prima stagione)
La prima stagione della serie televisiva Killjoys è stata trasmessa in Canada su Space dal 19 giugno al 21 agosto 2015.
In Italia la stagione è stata interamente pubblicata il 1º aprile 2017 sul servizio di video on demand Netflix.
| n° | Titolo originale       | Titolo italiano           | Prima TV Canada | Pubblicazione Italia |
| -- | ---------------------- | ------------------------- | --------------- | -------------------- |
| 1  | Bangarang              | Baratto                   | 19 giugno 2015  | 1º aprile 2017       |
| 2  | The Sugar Point Run    | La missione a Sugar Point | 26 giugno 2015  | 1º aprile 2017       |
| 3  | The Harvest            | Il raccolto               | 3 luglio 2015   | 1º aprile 2017       |
| 4  | Vessel                 | Sorellanza                | 10 luglio 2015  | 1º aprile 2017       |
| 5  | A Glitch in the System | Una falla nel sistema     | 17 luglio 2015  | 1º aprile 2017       |
| 6  | One Blood              | Un solo sangue            | 24 luglio 2015  | 1º aprile 2017       |
| 7  | Kiss Kiss, Bye Bye     | Un bravo soldato          | 31 luglio 2015  | 1º aprile 2017       |
| 8  | Come the Rain          | Arriva la pioggia         | 7 agosto 2015   | 1º aprile 2017       |
| 9  | Enemy Khlyen           | Khlyen, il nemico         | 14 agosto 2015  | 1º aprile 2017       |
| 10 | Escape Velocity        | Velocità di fuga          | 21 agosto 2015  | 1º aprile 2017       |